# Estação da Minha Vida
Estação da Minha Vida foi uma série produzida para a RTP em 2001, da autoria de Guilherme Leite e realização de Mário A. Silva e Nicolau Breyner (†), que mostra o dia-a-dia de uma estação de caminhos-de-ferro portuguesa, filmada na estação de Fratel, no concelho de Vila Velha de Ródão. A banda sonora é de Vitorino Salomé. Foi originalmente transmitida na RTP 1 entre os dia 16 de junho e 29 de julho de 2001, tendo mais tarde sido transmitida na RTP Memória entre 2 de dezembro de 2012 e 13 de janeiro de 2013.

## Sinopse
Numa aldeia da Beira Interior, junto ao Tejo, o Chefe Horácio e a mulher vivem no próprio edifício da estação de comboios.
Os seus hábitos, o seu ritmo de vida, são marcados pela espaçada passagem das composições e pelo rio, mesmo em frente.
Tudo ali se mantém tranquilo e calmo até ao dia em que chega o Engº Tiago para fazer umas medições ...
Vem aí a modernização? A estação irá fechar?
O que podem então fazer Horácio, os seus colegas ferroviários e aquela gente, para que nada lhes aconteça?

### História
Gira à volta da vida numa estação de comboios do interior do país, situada em Fratel, onde todas as novidades interessam a quem por lá vive.
O chefe Horácio (Guilherme Leite) e a sua mulher Isaura (Henriqueta Maia), para além de Jacinta (Cecília Guimarães), a mulher da bandeira e do bagageiro Calado (António Joaquim) são os que mais temem por alguma mudança para os tempos modernos sem caminhos de ferro.
Raul (Diogo Morgado) e Mafalda (Anabela Teixeira) parecem fazer uma dupla amorosa, mas nem tudo o que parece é. O Engº. Tiago (José Meireles) anda por ali e os mistérios que traz são muitos. E até a jovem Cátia (Paula Neves).
Se entre adultos as coisas não são simples, já com as crianças a animação é muita. Eles são Martim (Francisco Garcia), Mariana (Sara Campina) e João (João Leite).

## Elenco
- Ildeberto Beirão... Madail
- Sara Campina... Mariana
- Francisco Garcia... Martim
- Cecília Guimarães... Jacinta
- António Joaquim... Calado
- Guilherme Leite... Horácio
- João Leite... João
- Henriqueta Maia... Isaura
- José Meireles... Tiago
- Diogo Morgado.. Raul
- Paula Neves... Cátia
- Anabela Teixeira... Mafalda

## Actores convidados
- Amadeu Caronho... Matias
- Carla Andrino... Maria de Lurdes
- Luís Barros... turista
- Rui Fernandes... Angelo